# Красница (Чечерский район)
Красница (бел. Красніца) — посёлок в Чечерском районе Гомельской области Белоруссии. Входит в состав Меркуловичского сельсовета.

## География

### Расположение
В 14 км на северо-запад от Чечерска, 42 км от железнодорожной станции Буда-Кошелёвская (на линии Гомель — Жлобин), 70 км от Гомеля.

### Гидрография
На юге и востоке мелиоративные каналы, соединённые с рекой Чечора (приток реки Сож).

## Транспортная сеть
Рядом автодорога Чечерск — Рысков.

## История
Основан в начале XX века переселенцами из соседних деревень. В 1926 году в Ветвичском сельсовете Чечерского района Гомельского округа. В 1931 году организован колхоз. 15 жителей погибли на фронтах Великой Отечественной войны. Согласно переписи 1959 года в составе совхоза «Ботвиново» (центр — деревня Ботвиново). Планировка состоит из почти прямолинейной меридиональной улицы, застроенной двусторонне деревянными домами усадебного типа.

## Население
- 1926 год — 18 дворов, 89 жителей.
- 1959 год — 125 жителей (согласно переписи).
- 2004 год — 13 хозяйств, 16 жителей.